# Alexander Williams
Alexander Williams (Londra, 18 ottobre 1967) è un animatore e fumettista britannico.
Figlio dell'animatore Richard Williams. È noto per aver lavorato in molti film d'animazione come Il ladro e il ciabattino (capo animatore 1993), Il re leone, Pocahontas (1995), La spada magica - Alla ricerca di Camelot (supervisore del personaggio Ruber 1998), Il gigante di ferro (1999), La strada per El Dorado (2000) e Robots (2005). Ha lavorato anche per gli effetti speciali di Harry Potter e l'ordine della fenice (2007).